# HD 50384
HD 50384，又名BD+46 1202，SAO 41426、HR 2556，是一颗恒星，视星等为6.34，位于銀經170.67，銀緯19.72，其B1900.0坐标为赤經6h 47m 53.8s，赤緯+45° 19.72′ 9″。